# M180 motorway
Der M180 motorway (englisch für ‚Autobahn M180‘), auch South Humberside Motorway genannt, ist eine Autobahn in England und verläuft in West-Ost-Richtung von Thorne über Scunthorpe nach Barnetby. Hier geht die Autobahn in die Schnellstraße A180 über und setzt sich bis nach Grimsby fort. Der M180 ist Bestandteil der im walisischen Holyhead beginnenden Europastraße 22. Bei Immingham endet sie vorläufig und setzt sich bei Amsterdam auf dem europäischen Festland fort.
Am westlichen Ende der Autobahn hat man Anschluss an den M18, welcher in südwestlicher Richtung nach Doncaster und Sheffield führt. Der Autobahn nach Norden folgend erreicht man Goole, sowie im weiteren Verlauf Leeds (westlich) und Hull (östlich). Am östlichen Ende des M180 zweigt die A15 nach Norden ab und führt über den Humber ebenfalls nach Hull. Die A180 road führt nach Westen geradeaus weiter bis nach Grimsby.
Bevor der M180 gebaut wurde, folgte die aus Süden kommende A15 noch der Trasse der ehemaligen Römerstraße Ermine Street. Um die anliegenden Ortschaften zu entlasten, wurde die A15 daraufhin eine Meile teilweise nach Westen verlegt und mit der neuen Autobahn verbunden. Der von hier aus bis nach Brigg verlaufende erste Abschnitt des M180 wurde anfangs A18(M) genannt. Nach Eröffnung der Humber-Brücke vier Jahre später wurde auch nach Norden ein neuer Abzweig der A15 gebaut, welcher über den Humber direkt nach Hull führt. Durch Verzögerungen beim Bau der Brücke über den Trent konnte die Autobahn erst im Oktober 1979 vollständig freigegeben werden.
Abgesehen von einem kurzen Abschnitt bei Scunthorpe ist die Autobahn sechsspurig ausgebaut. Bemerkenswert ist: An seinem Beginn ist der M180 durch einen Kreisverkehr mit dem M18 verbunden, während der M181 an einem klassischen Autobahndreieck von ihm abzweigt.